# Офицерски спортен клуб (София)
Офицерски спортен клуб, ОСК е несъществуващ български спортен клуб от София.

## История
ОСК е основан през 1919 година, когато част от деятелите на Атлетик (София) се отделят в самостоятелен клуб. ОСК развива спортовете футбол, хокей, баскетбол, тежка атлетика, борба и др. След загуба във футболна среща със Слава през 1921 започват преговори за обединение. През декември 1921 г. обединението на отборите е завършено, новият отбор се казва ОСК Слава. ОСК Слава участва в първите организирани футболни срещи на територията на София през 1922, както и през следващата 1923, когато има разцепление и столичните клубове са разделени на Софийска спортна лига и Софийски спортен съюз, в който участва Слава. През 1923 се обединява с Атлетик под името АС-23.